# Alejandro Mayorkas
Alejandro Nicholas Mayorkas, född 24 november 1959 i Havanna, Kuba, är en amerikansk advokat och politiker. Han var USA:s inrikessäkerhetsminister i Joe Bidens kabinett 2021–2025.
Han var biträdande minister för inrikes säkerhet i USA från 23 december 2013 till 31 oktober 2016 i Barack Obamas kabinett.

## Biografi
Mayorkas är son till en kubansk småföretagare av judisk börd. Familjen flydde till USA 1960 efter att Fidel Castro hade tagit makten på Kuba och de bosatte sig i södra Kalifornien.
Mayorkas har examen från University of California i Berkeley och advokatutbildning från Loyola Law School och  år 1998 utsågs han till federal åklagare i Kalifornien. Han lämnade ämbetet 2001 när George W. Bush blev USA:s president och arbetade för en privat advokatfirma tills han utsågs till chef för U.S. Citizenship and Immigration, en avdelning inom departementet för inrikes säkerhet år 2009.
Den 23 november 2020 meddelade USA:s tillträdande president Joe Biden att han skulle nominera Mayorkas till minister för inrikes säkerhet. Mayorkas godkändes av senaten och avlade ed som säkerhetsminister inför USA:s vicepresident 2 februari 2021.